# Родионов, Сергей Иванович
Сергей Иванович Родионов (1920—1989) — Гвардии полковник Советской Армии, участник Великой Отечественной войны, Герой Советского Союза (1943).

## Биография
Сергей Родионов родился 11 сентября 1920 года в Полторацке (ныне — Ашхабад). С раннего возраста проживал в Воронежской области, где окончил пять классов школы и работал сначала на заводе, затем в райисполкоме. Окончил библиотечные курсы, после чего работал заведующим библиотекой, директором Острогожского Дворца пионеров. Осенью 1939 года Родионов был призван на службу в Рабоче-крестьянскую Красную Армию. В 1942 году он окончил Сумское артиллерийское училище. С начала Великой Отечественной войны — на её фронтах.
К июлю 1943 года гвардии лейтенант Сергей Родионов командовал батареей 167-го гвардейского лёгкого артиллерийского полка 3-й гвардейской лёгкой артиллерийской бригады 1-й гвардейской артиллерийской дивизии прорыва РГК 70-й армии Центрального фронта. Отличился во время Курской битвы. 10 июля 1943 года в районе деревни Молотычи Фатежского района Курской области батарея Родионова в течение тринадцати часов отражала непрерывные контратаки превосходящих сил противника, уничтожив 29 немецких танков.
Указом Президиума Верховного Совета СССР от 7 августа 1943 года за «образцовое выполнение боевых заданий командования на фронте борьбы с немецкими захватчиками и проявленные при этом мужество и героизм» гвардии лейтенант Сергей Родионов был удостоен высокого звания Героя Советского Союза с вручением ордена Ленина и медали «Золотая Звезда» за номером 1091.
В мае 1944 года Родионов был тяжело ранен. После окончания войны он продолжил службу в Советской Армии. В 1950 году Родионов окончил Военно-юридическую академию. В 1972 году в звании полковника юстиции он был уволен в запас. Проживал в Москве.
Умер 9 декабря 1989 года, похоронен на Хованском кладбище Москвы.
Был также награждён орденом Отечественной войны 1-й степени и двумя орденами Красной Звезды, рядом медалей.